# シン・ブントオーン
シン・ブントオーン（クメール語: ស៊ិន ប៊ុនធឿន、英語: Sin Bunthoeurn、朝鮮語: 씬 분트언）は、カンボジアの外交官、大使。外務国際協力省報道官、アフリカ・中東課の課長を経て、2017年5月17日に万寿台議事堂で最高人民会議常任委員会の金永南委員長に信任状を捧呈。爾後、在朝鮮民主主義人民共和国カンボジア大使を務めている。